# Aristide Lumachi
Aristide Lumachi (né Aristide Gino Galileo Lumachi à Florence le 30 juin 1883 et mort à une date inconnue) est un pilote automobile de courses de côtes et industriel français, d'origine italienne.

## Victoires en courses de côtes
- Boulevard Michelet (Marseille): 1930 et 1931, sur Bugatti T35B 4942[2] ;
- Le Camp (Cuges/ Marseille): 1930 et 1931, sur Bugatti T35B 4942[3] ;
- Les Alpilles (Avignon): 1930 et 1931, sur Bugatti T35B 4942 ;
- Carpentras (Mont Taffres): 1930 et 1931, sur Bugatti T35B 4942 ;
- Course de côte Nice - La Turbie: 1931, sur Bugatti T35B 4942.